# Thomas Berthold
Thomas Berthold (Hanau, 12 novembre 1964) è un allenatore di calcio ed ex calciatore tedesco, di ruolo difensore o mediano, campione del mondo con la Germania Ovest nel 1990.

## Carriera

### Giocatore

Berthold (a destra) e Andreas Brehme festeggiano la vittoria tedesca a Italia '90

#### Club

Berthold in azione alla Roma nel 1990, in un incontro di Coppa UEFA, inseguito dal girondino Deschamps.

Dopo essersi segnalato nel campionato tedesco e al campionato del mondo 1986 per la scioltezza e la potenza delle sue incursioni laterali, Berthold viene acquistato nel 1987 dalla squadra italiana del Verona.
Nel 1989 passa alla Roma, raggiungendo il connazionale Rudi Voeller e venendo impiegato come stopper prima da Gigi Radice e poi da Ottavio Bianchi. Con i giallorossi vince una Coppa Italia nel 1991, ma perde nello stesso anno la finale di Coppa UEFA contro l'Inter.
In Italia Berthold si era fatto notare anche per la vita sregolata condotta fuori dal campo.
In seguito ritorna in Germania, acquistato dal Bayern Monaco. L'avventura coi campioni bavaresi non è delle migliori, visto che il primo anno non raggiunge nessun traguardo, mentre nel secondo è continuamente in infermeria per i ripetuti infortuni.
Berthold viene così ceduto allo Stoccarda con cui milita per sette stagioni, conquistando nel 1997 la Coppa di Germania e perdendo, l'anno dopo, la finale di Coppa delle Coppe contro gli inglesi del Chelsea.
Nel 2002 conclude la sua carriera nella squadra turca dell'Adanaspor.

#### Nazionale
Ha militato nella nazionale tedesca per quasi un decennio, partecipando a tre edizioni dei campionati del mondo (Messico 1986, Italia 1990 e USA 1994) e disputando due finali contro l'Argentina, di cui una vinta nel 1990 (l'altra persa invece risale all'86). Ha disputato anche gli Europei del 1988.

### Allenatore
Dal 1º luglio 2003 al 14 marzo 2005 ha allenato i tedeschi del Fortuna Düsseldorf, in Regionalliga.

## Statistiche

### Presenze e reti nei club
| Stagione      | Squadra       | Campionato    | Campionato | Campionato | Coppe nazionali | Coppe nazionali | Coppe nazionali | Coppe continentali | Coppe continentali | Coppe continentali | Altre coppe | Altre coppe | Altre coppe | Totale | Totale |
| Stagione      | Squadra       | Comp          | Pres       | Reti       | Comp            | Pres            | Reti            | Comp               | Pres               | Reti               | Comp        | Pres        | Reti        | Pres   | Reti   |
| ------------- | ------------- | ------------- | ---------- | ---------- | --------------- | --------------- | --------------- | ------------------ | ------------------ | ------------------ | ----------- | ----------- | ----------- | ------ | ------ |
| 1987-1988     | Verona        | A             | 27         | 1          | CI              | 7               | 1               | CU                 | 7                  | 1                  | -           | -           | -           | 41     | 3      |
| 1988-1989     | Verona        | A             | 24         | 1          | CI              | 7               | 0               | -                  | -                  | -                  | -           | -           | -           | 31     | 1      |
| Totale Verona | Totale Verona | Totale Verona | 51         | 2          |                 | 14              | 1               |                    | 7                  | 1                  |             | -           | -           | 72     | 4      |
| 1989-1990     | Roma          | A             | 32         | 2          | CI              | 6               | 0               | -                  | -                  | -                  | -           | -           | -           | 38     | 2      |
| 1990-1991     | Roma          | A             | 30         | 1          | CI              | 7               | 2               | CU                 | 12                 | 0                  | -           | -           | -           | 49     | 3      |
| Totale Roma   | Totale Roma   | Totale Roma   | 62         | 3          |                 | 13              | 2               |                    | 12                 | 0                  |             | -           | -           | 87     | 5      |

### Cronologia presenze e reti in nazionale

#### Germania Ovest
| Cronologia completa delle presenze e delle reti in nazionale ― Germania Ovest | Cronologia completa delle presenze e delle reti in nazionale ― Germania Ovest | Cronologia completa delle presenze e delle reti in nazionale ― Germania Ovest | Cronologia completa delle presenze e delle reti in nazionale ― Germania Ovest | Cronologia completa delle presenze e delle reti in nazionale ― Germania Ovest | Cronologia completa delle presenze e delle reti in nazionale ― Germania Ovest | Cronologia completa delle presenze e delle reti in nazionale ― Germania Ovest | Cronologia completa delle presenze e delle reti in nazionale ― Germania Ovest |
| Data                                                                          | Città                                                                         | In casa                                                                       | Risultato                                                                     | Ospiti                                                                        | Competizione                                                                  | Reti                                                                          | Note                                                                          |
| ----------------------------------------------------------------------------- | ----------------------------------------------------------------------------- | ----------------------------------------------------------------------------- | ----------------------------------------------------------------------------- | ----------------------------------------------------------------------------- | ----------------------------------------------------------------------------- | ----------------------------------------------------------------------------- | ----------------------------------------------------------------------------- |
| 29-1-1985                                                                     | Amburgo                                                                       | Germania                                                                      | 0 – 1                                                                         | Ungheria                                                                      | Amichevole                                                                    | -                                                                             | 80’                                                                           |
| 24-2-1985                                                                     | Lisbona                                                                       | Portogallo                                                                    | 1 – 2                                                                         | Germania                                                                      | Qual. Mondiali 1986                                                           | -                                                                             |                                                                               |
| 27-3-1985                                                                     | Saarbrücken                                                                   | Germania                                                                      | 6 – 0                                                                         | Malta                                                                         | Qual. Mondiali 1986                                                           | -                                                                             |                                                                               |
| 17-4-1985                                                                     | Augusta                                                                       | Germania                                                                      | 4 – 1                                                                         | Bulgaria                                                                      | Amichevole                                                                    | -                                                                             | 46’                                                                           |
| 30-4-1985                                                                     | Praga                                                                         | Cecoslovacchia                                                                | 1 – 5                                                                         | Germania                                                                      | Qual. Mondiali 1986                                                           | 1                                                                             |                                                                               |
| 12-6-1985                                                                     | Città del Messico                                                             | Inghilterra                                                                   | 3 – 0                                                                         | Germania Ovest                                                                | Amichevole                                                                    | -                                                                             |                                                                               |
| 28-8-1985                                                                     | Mosca                                                                         | Unione Sovietica                                                              | 1 – 0                                                                         | Germania                                                                      | Amichevole                                                                    | -                                                                             |                                                                               |
| 25-9-1985                                                                     | Stoccolma                                                                     | Svezia                                                                        | 2 – 2                                                                         | Germania                                                                      | Qual. Mondiali 1986                                                           | -                                                                             |                                                                               |
| 16-10-1985                                                                    | Stoccarda                                                                     | Germania Ovest                                                                | 0 – 1                                                                         | Portogallo                                                                    | Qual. Mondiali 1986                                                           | -                                                                             |                                                                               |
| 9-4-1986                                                                      | Basilea                                                                       | Svizzera                                                                      | 0 – 1                                                                         | Germania Ovest                                                                | Amichevole                                                                    | -                                                                             |                                                                               |
| 11-5-1986                                                                     | Bochum                                                                        | Germania Ovest                                                                | 1 – 1                                                                         | Jugoslavia                                                                    | Amichevole                                                                    | -                                                                             | 46’                                                                           |
| 14-5-1986                                                                     | Dortmund                                                                      | Germania Ovest                                                                | 3 – 1                                                                         | Paesi Bassi                                                                   | Amichevole                                                                    | -                                                                             |                                                                               |
| 4-6-1986                                                                      | Santiago de Querétaro                                                         | Uruguay                                                                       | 1 – 1                                                                         | Germania Ovest                                                                | Mondiali 1986 - 1º turno                                                      | -                                                                             |                                                                               |
| 8-6-1986                                                                      | Santiago de Querétaro                                                         | Germania Ovest                                                                | 2 – 1                                                                         | Scozia                                                                        | Mondiali 1986 - 1º turno                                                      | -                                                                             | 63’                                                                           |
| 13-6-1986                                                                     | Santiago de Querétaro                                                         | Danimarca                                                                     | 2 – 0                                                                         | Germania Ovest                                                                | Mondiali 1986 - 1º turno                                                      | -                                                                             |                                                                               |
| 17-6-1986                                                                     | San Nicolás de los Garza                                                      | Marocco                                                                       | 0 – 1                                                                         | Germania Ovest                                                                | Mondiali 1986 - Ottavi di finale                                              | -                                                                             |                                                                               |
| 21-6-1986                                                                     | San Nicolás de los Garza                                                      | Germania Ovest                                                                | 0 – 0 dts (4 – 1 dtr)                                                         | Messico                                                                       | Mondiali 1986 - Quarti di finale                                              | -                                                                             | 65’                                                                           |
| 29-6-1986                                                                     | Città del Messico                                                             | Argentina                                                                     | 3 – 2                                                                         | Germania Ovest                                                                | Mondiali 1986 - Finale                                                        | -                                                                             |                                                                               |
| 24-9-1986                                                                     | Copenaghen                                                                    | Danimarca                                                                     | 0 – 2                                                                         | Germania Ovest                                                                | Amichevole                                                                    | -                                                                             |                                                                               |
| 15-10-1986                                                                    | Hannover                                                                      | Germania Ovest                                                                | 2 – 2                                                                         | Spagna                                                                        | Amichevole                                                                    | -                                                                             |                                                                               |
| 29-10-1986                                                                    | Vienna                                                                        | Austria                                                                       | 4 – 1                                                                         | Germania Ovest                                                                | Amichevole                                                                    | -                                                                             |                                                                               |
| 14-10-1987                                                                    | Gelsenkirchen                                                                 | Germania Ovest                                                                | 1 – 1                                                                         | Svezia                                                                        | Amichevole                                                                    | -                                                                             | 46’                                                                           |
| 18-11-1987                                                                    | Budapest                                                                      | Ungheria                                                                      | 0 – 0                                                                         | Germania Ovest                                                                | Amichevole                                                                    | -                                                                             |                                                                               |
| 31-3-1988                                                                     | Berlino Ovest                                                                 | Germania Ovest                                                                | 1 – 1 dts (2 – 4 dtr)                                                         | Svezia                                                                        | Amichevole                                                                    | -                                                                             | 75’                                                                           |
| 2-4-1988                                                                      | Berlino Ovest                                                                 | Germania Ovest                                                                | 1 – 0                                                                         | Argentina                                                                     | Amichevole                                                                    | -                                                                             | 46’                                                                           |
| 4-6-1988                                                                      | Brema                                                                         | Germania                                                                      | 1 – 1                                                                         | Jugoslavia                                                                    | Amichevole                                                                    | -                                                                             | 31’                                                                           |
| 10-6-1988                                                                     | Düsseldorf                                                                    | Germania                                                                      | 1 – 1                                                                         | Italia                                                                        | Euro 1988 - 1º turno                                                          | -                                                                             |                                                                               |
| 19-10-1988                                                                    | Monaco di Baviera                                                             | Germania                                                                      | 0 – 0                                                                         | Paesi Bassi                                                                   | Qual. Mondiali 1990                                                           | -                                                                             |                                                                               |
| 22-3-1989                                                                     | Sofia                                                                         | Bulgaria                                                                      | 1 – 2                                                                         | Germania                                                                      | Amichevole                                                                    | -                                                                             |                                                                               |
| 26-4-1989                                                                     | Rotterdam                                                                     | Paesi Bassi                                                                   | 1 – 1                                                                         | Germania                                                                      | Qual. Mondiali 1990                                                           | -                                                                             |                                                                               |
| 31-5-1989                                                                     | Cardiff                                                                       | Galles                                                                        | 0 – 0                                                                         | Germania                                                                      | Qual. Mondiali 1990                                                           | -                                                                             | 65’                                                                           |
| 28-2-1990                                                                     | Montpellier                                                                   | Francia                                                                       | 2 – 1                                                                         | Germania Ovest                                                                | Amichevole                                                                    | -                                                                             |                                                                               |
| 25-4-1990                                                                     | Stoccarda                                                                     | Germania Ovest                                                                | 3 – 3                                                                         | Uruguay                                                                       | Amichevole                                                                    | -                                                                             |                                                                               |
| 26-5-1990                                                                     | Düsseldorf                                                                    | Germania Ovest                                                                | 1 – 0                                                                         | Cecoslovacchia                                                                | Amichevole                                                                    | -                                                                             | 76’                                                                           |
| 30-5-1990                                                                     | Gelsenkirchen                                                                 | Germania Ovest                                                                | 1 – 0                                                                         | Danimarca                                                                     | Amichevole                                                                    | -                                                                             | 46’                                                                           |
| 10-6-1990                                                                     | Milano                                                                        | Germania Ovest                                                                | 4 – 1                                                                         | Jugoslavia                                                                    | Mondiali 1990 - 1º turno                                                      | -                                                                             |                                                                               |
| 15-6-1990                                                                     | Milano                                                                        | Germania Ovest                                                                | 5 – 1                                                                         | Emirati Arabi Uniti                                                           | Mondiali 1990 - 1º turno                                                      | -                                                                             | 46’                                                                           |
| 19-6-1990                                                                     | Milano                                                                        | Germania Ovest                                                                | 1 – 1                                                                         | Colombia                                                                      | Mondiali 1990 - 1º turno                                                      | -                                                                             | 63’                                                                           |
| 24-6-1990                                                                     | Milano                                                                        | Germania Ovest                                                                | 2 – 1                                                                         | Paesi Bassi                                                                   | Mondiali 1990 - Ottavi di finale                                              | -                                                                             |                                                                               |
| 1-7-1990                                                                      | Milano                                                                        | Germania Ovest                                                                | 1 – 0                                                                         | Cecoslovacchia                                                                | Mondiali 1990 - Quarti di finale                                              | -                                                                             |                                                                               |
| 4-7-1990                                                                      | Torino                                                                        | Germania Ovest                                                                | 1 – 1 dts (4 – 3 dtr)                                                         | Inghilterra                                                                   | Mondiali 1990 - Semifinali                                                    | -                                                                             |                                                                               |
| 8-7-1990                                                                      | Roma                                                                          | Germania Ovest                                                                | 1 – 0                                                                         | Argentina                                                                     | Mondiali 1990 - Finale                                                        | -                                                                             | 74’                                                                           |
| 29-8-1990                                                                     | Lisbona                                                                       | Portogallo                                                                    | 1 – 1                                                                         | Germania Ovest                                                                | Amichevole                                                                    | -                                                                             |                                                                               |
| Totale                                                                        |                                                                               | Presenze                                                                      | 43                                                                            |                                                                               | Reti                                                                          | 1                                                                             |                                                                               |

#### Germania
| Cronologia completa delle presenze e delle reti in nazionale ― Germania | Cronologia completa delle presenze e delle reti in nazionale ― Germania | Cronologia completa delle presenze e delle reti in nazionale ― Germania | Cronologia completa delle presenze e delle reti in nazionale ― Germania | Cronologia completa delle presenze e delle reti in nazionale ― Germania | Cronologia completa delle presenze e delle reti in nazionale ― Germania | Cronologia completa delle presenze e delle reti in nazionale ― Germania | Cronologia completa delle presenze e delle reti in nazionale ― Germania |
| Data                                                                    | Città                                                                   | In casa                                                                 | Risultato                                                               | Ospiti                                                                  | Competizione                                                            | Reti                                                                    | Note                                                                    |
| ----------------------------------------------------------------------- | ----------------------------------------------------------------------- | ----------------------------------------------------------------------- | ----------------------------------------------------------------------- | ----------------------------------------------------------------------- | ----------------------------------------------------------------------- | ----------------------------------------------------------------------- | ----------------------------------------------------------------------- |
| 10-10-1990                                                              | Stoccolma                                                               | Svezia                                                                  | 1 – 3                                                                   | Germania Ovest                                                          | Amichevole                                                              | -                                                                       |                                                                         |
| 31-10-1990                                                              | Lussemburgo                                                             | Lussemburgo                                                             | 2 – 3                                                                   | Germania Ovest                                                          | Qual. Euro 1992                                                         | -                                                                       |                                                                         |
| 19-12-1990                                                              | Stoccarda                                                               | Germania                                                                | 4 – 0                                                                   | Svizzera                                                                | Amichevole                                                              | -                                                                       |                                                                         |
| 27-3-1991                                                               | Francoforte sul Meno                                                    | Germania                                                                | 2 – 1                                                                   | Unione Sovietica                                                        | Amichevole                                                              | -                                                                       |                                                                         |
| 1-5-1991                                                                | Hannover                                                                | Germania                                                                | 1 – 0                                                                   | Belgio                                                                  | Qual. Euro 1992                                                         | -                                                                       |                                                                         |
| 5-6-1991                                                                | Cardiff                                                                 | Galles                                                                  | 1 – 0                                                                   | Germania                                                                | Qual. Euro 1992                                                         | -                                                                       | 60’                                                                     |
| 23-3-1994                                                               | Norimberga                                                              | Germania                                                                | 2 – 1                                                                   | Italia                                                                  | Amichevole                                                              | -                                                                       | 72’                                                                     |
| 27-4-1994                                                               | Abu Dhabi                                                               | Emirati Arabi Uniti                                                     | 0 – 2                                                                   | Germania                                                                | Amichevole                                                              | -                                                                       |                                                                         |
| 29-5-1994                                                               | Hannover                                                                | Germania                                                                | 0 – 2                                                                   | Irlanda                                                                 | Amichevole                                                              | -                                                                       | 36’                                                                     |
| 2-6-1994                                                                | Vienna                                                                  | Austria                                                                 | 1 – 5                                                                   | Germania                                                                | Amichevole                                                              | -                                                                       |                                                                         |
| 8-6-1994                                                                | Toronto                                                                 | Canada                                                                  | 0 – 2                                                                   | Germania                                                                | Amichevole                                                              | -                                                                       |                                                                         |
| 17-6-1994                                                               | Chicago                                                                 | Germania                                                                | 1 – 0                                                                   | Bolivia                                                                 | Mondiali 1994 - 1º turno                                                | -                                                                       |                                                                         |
| 21-6-1994                                                               | Chicago                                                                 | Germania                                                                | 1 – 1                                                                   | Spagna                                                                  | Mondiali 1994 - 1º turno                                                | -                                                                       |                                                                         |
| 27-6-1994                                                               | Dallas                                                                  | Germania                                                                | 3 – 2                                                                   | Corea del Sud                                                           | Mondiali 1994 - 1º turno                                                | -                                                                       |                                                                         |
| 2-7-1994                                                                | Chicago                                                                 | Germania                                                                | 3 – 2                                                                   | Belgio                                                                  | Mondiali 1994 - Ottavi di finale                                        | -                                                                       |                                                                         |
| 10-7-1994                                                               | New York                                                                | Bulgaria                                                                | 2 – 1                                                                   | Germania                                                                | Mondiali 1994 - Quarti di finale                                        | -                                                                       |                                                                         |
| 16-11-1994                                                              | Tirana                                                                  | Albania                                                                 | 1 – 2                                                                   | Germania                                                                | Qual. Euro 1996                                                         | -                                                                       |                                                                         |
| 14-12-1994                                                              | Chișinău                                                                | Moldavia                                                                | 0 – 3                                                                   | Germania                                                                | Qual. Euro 1996                                                         | -                                                                       | 47’                                                                     |
| 18-12-1994                                                              | Kaiserslautern                                                          | Germania                                                                | 2 – 1                                                                   | Albania                                                                 | Qual. Euro 1996                                                         | -                                                                       |                                                                         |
| Totale                                                                  |                                                                         | Presenze                                                                | 19                                                                      |                                                                         | Reti                                                                    | 0                                                                       |                                                                         |

## Palmarès

### Giocatore

#### Club

##### Competizioni nazionali
- Coppa Italia: 1

Roma: 1990-1991
- Coppa di Germania: 1

Stoccarda: 1996-1997

##### Competizioni internazionali
- Coppa Intertoto UEFA: 1

Stoccarda: 2000

#### Nazionale
- Campionato mondiale: 1

Italia 1990